# Achalgori
Achalgori (georgiska: ახალგორი) eller Leningor (ossetiska: Ленингор) är en daba (stadsliknande ort) i den autonoma republiken Sydossetien. Achalgori är administrativt centrum för distriktet med samma namn. Namnet Achalgori används av den georgiska regeringen samtidigt som Leningor är namnet från sovjettiden och som används av sydossetierna.